# Look Sharp Live
Look Sharp Live – koncert video szwedzkiego duetu muzycznego Roxette, wydany nakładem Toshiba EMI na kasetach VHS, 2 października 1989. Zawiera on nagranie koncertu, który grupa dała w zamku na wyspie Borgholm w Szwecji, 25 i 26 lipca. 

## Lista utworów
1. "The Look"
2. "Dressed for Success"
3. "Dance Away
4. "Dangerous"
5. "Cry"
6. "Paint"
7. "Silver Blue"
8. "Listen to Your Heart"